# هیداکی اوکوبو
هیداکی اوکوبو (انگلیسی: Hideaki Okubo; ۳ ژوئیهٔ ۱۹۶۹ – ) بازیکن بیسبال اهل ژاپن بود.
وی در مسابقات کشوری و بین‌المللی در مجموع برندهٔ ۱ مدال نقره شده‌است.